# 卡斯特 (蒙大拿州)
卡斯特（英語：Custer）是位於美國蒙大拿州黃石縣的普查規定居民點。

## 歷史
卡斯特的郵局自1905年營運至今。

## 人口
根據2020年美國人口普查的數據，卡斯特的面積為0.81平方千米，皆為陸地。當地共有人口119人，而人口密度為每平方千米146.91人。